# Castello di Parola
Das Castello di Parola, auch Castel Torello genannt, ist eine abgegangene mittelalterliche Burg im Zentrum von Parola, einem Ortsteil von Fontanellato in der italienischen Region Emilia-Romagna.

## Geschichte
Der Bürgermeister von Parma, Torello de Strada, ließ die Burg ab 1227 in der kleinen Siedlung Parola in der Nähe der Via Emilia errichten, um dem Ziel der Unabhängigkeit der Rebellen von Fidenza ein Ende zu setzen. Dennoch wurde die große Festung nicht fertiggestellt, weil sich die Bevölkerung von Fidenza noch vor dem Ende der Bauarbeiten bereiterklärte, sich der Autorität der Parmenser zu unterwerfen.
1249 investierte der Kaiser des Heiligen Römischen Reiches, Friedrich II., seinen Condottiere Oberto II. Pallavicino in zahlreiche Burgen in der Provinz Parma, darunter in die von ‚‚Parola‘‘. 1267 griffen die Truppen der Stadt Parma die Burg an, eroberten sie am Ende einer bitteren Schlacht, in der der Kapitän Ubertino da Casalecchio und drei weitere Adlige ihre Leben verloren.
1297 erklärte die Stadt Parma, dass man die Burg, die damals in Trümmern lag, nicht wiederherstellen wolle.
In den folgenden Jahren wurde die Festung aber von den Pallavicini wiederaufgebaut. 1325 wurde die Burg, die damals Manfredino Pallavicino gehörte, von Condottiere Rolando de’ Rossi angegriffen, der sie an der Spitze der Armee von Parma in Brand steckte, bevor er gegen Borgo San Donnino (heute Fidenza) vorging. Während der Kämpfe wurde die Siedlung Soragna geplündert und als Kompensation hierfür investierte Papst Johannes XXII. die Lupis in die Lehen Parola, Castellina und Corte Redalda der Pallavicini. Dennoch bestätigte der Kaiser Ludwig IV. im Folgejahr die alten Investituren des Markgrafen Manfredino Pallavicino.
1347 forderte das Statut der Stadt Parma von ihrem Bürgermeister, sich um die Unterhaltung und die Verteidigung des Castel Torello zu kümmern.
1348 erbte Donnino Pallavicino von seinem Vater Manfredino nach der Teilung mit seinem Bruder Oberto die Lehen Zibello, Ravarano, Casola, Monte Palerio, Sant’Ilario Baganza, Cella und Parola.
1395 bestätigte der römisch-deutsche König Wenzel Niccolò Pallavicino die Rechte auf Parola und die anderen Lehen in der Region Parma.
1494 bekräftigte das Statut der Stadt Parma, wie 1347 festgelegt, die Verpflichtung ihres Bürgermeisters, sich um die Unterhaltung und die Verteidigung des Castel Turello zu kümmern.
Nach Meinung verschiedener Geschichtswissenschaftler soll die Burg 1516 in Vers 42 des Liedes XXVII des Rasenden Rolands erwähnt worden sein, auch wenn andere Gelehrte meinen, dass sich die Verse auf das Castello di Castelguelfo beziehen:

Un castel già vi fu, ma a ferro e a fuoco

Le mura e i tetti ed a ruina andorno.

Un simil può vederne in su la strada,

Qual volta a Borgo il Parmigiano vada.

Ludovico Ariosto, Orlando furioso

Es gab dort eine Burg, aber mit Eisen und mit Feuer

Wurden die Mauern und die Dächer [bearbeitet] und es wurde eine Ruine.

Gleiches kann man an der Straße sehen,

Wenn man nach Borgo il Parmigiano geht.

Ludovico Ariosto, Der rasende Roland

1832 waren noch verschiedene Ruinen der großen Burg erhalten, verstreut auf den Seiten der Straße in der Gegend von „Basse della Parola“. Später verlor sich jede Spur des Castello di Parola.